# Ryuthela owadai
Ryuthela owadai är en spindelart som beskrevs av Ono 1997. Ryuthela owadai ingår i släktet Ryuthela och familjen ledspindlar. Inga underarter finns listade i Catalogue of Life.